# ジャイロボール
ジャイロボールとは、野球において投手が投げるボールの回転の一種。およびその回転を有する投球のことを言う。

## 概要
1995年、パフォーマンス・コーディネーターの手塚一志によってその存在が指摘された。また、手塚と共に数値流体力学者の姫野龍太郎もジャイロボールについての物理解析などの研究を行なっている。ボールの進行方向に回転軸が向いているのが特徴であり、ボールの進行方向に対して回転軸が垂直になっているバックスピンなどとは空気抵抗やマグヌス効果から受ける影響が異なる。また、ボールの回転の軌跡が螺旋になることから螺旋回転（ドリルのような回転）するボールとも表現される。
ライフル弾やラグビーやアメリカンフットボールのロングスローがジャイロボールの説明として引き合いに出されることがあるが、関連付けて説明するのは不適当である。野球のボールは球形であり、円筒形のライフル弾や楕円形のボールのように長軸が存在せず、弾道を不安定にさせる大きな要因である横転がない等と物理的影響の受け方が大きく異なることが理由である。直進性についてはライフル弾などは進行方向と回転軸が一致して長軸を軸に回転している場合に最も高くなるが、球形では純粋なバックスピンが最も落下が少なく直線的な軌道になる。

## 変化
ボールの進行方向と回転軸が完全に一致している場合はマグヌス効果による揚力が発生しない。しかし、ボールの進行方向と回転軸がわずかにずれた場合はバックスピンやサイドスピンの成分が現れるために僅かでしかないが変化する軌道を描く。回転軸が傾く向きによって変化の方向が異なり下記のような軌道になる。下記は投手側から見てボールが時計回りに回転している場合である。
1. 投手側から見て、進行方向右側（三塁側）に回転軸が傾くことでバックスピンの成分が現れ、上向き揚力が発生して落差が少なくなる。
2. 投手側から見て、進行方向上側（上空方向）に回転軸が傾くとサイドスピンの成分が現れ、投手から見て左に変化する。
3. 投手側から見て、進行方向下側（地面方向）に回転軸が傾くとサイドスピンの成分が現れ、投手から見て右に変化する。
4. 投手側から見て、進行方向左側（一塁側）に回転軸が傾くとトップスピンの成分が現れ、下向き揚力が発生して落差が大きくなる。

また、ジャイロボールは空気抵抗にも大きな特徴があるが、縫い目によっても違いがあり、縫い目によってフォーシームジャイロとツーシームジャイロの2種類に分けられる。

### フォーシームジャイロ
回転軸を中心に対称な縫い目を見せて回転しているジャイロボールで、対称ジャイロとも呼ぶ。縫い目が風を受け流すような流れとなり、後流の乱れが少ない。実験によれば、バックスピンの直球の空気抵抗係数（CD値）0.35に対して、フォーシームジャイロは約半分のCD値0.17で、現在知られている全ての球種の中で最も小さな数値である。そのため、リリースから捕手が捕球するまでの、初速と終速の差（空気抵抗による減速の程度）が非常に少ない。バックスピンの場合は初速と終速の差が10km/h前後になるが、フォーシームジャイロの場合は4、5km/h程度の差に留まる。これらの特色から、初速が同等な一般的な直球に比べると放物線軌道なのに減速が小さいというミスマッチにより、軌道基準だと振り遅れ速度基準だとバットの下を通過してしまうなど打者はタイミングが掴みづらい。

### ツーシームジャイロ
回転軸を中心に非対称な縫い目を見せて回転しているジャイロボールで、非対称ジャイロとも呼ぶ。フォーシームジャイロと異なり、カルマン流が上下に変動するなど、乱れが大きい。実験によれば、ツーシームでCD値は0.29で、バックスピンの直球に近い数値である。フォーシームジャイロと比較すると減速が大きく、その為により落下の大きい軌道になる。しかし、上向き初速を加える動作を必要とするため、条件によっては落下してこないように感じる場合もある。
またワンシームジャイロと呼ばれる巴型の模様が正面に見える回転の場合はCD値0.51になり、理論上最大値となる。
上記の通り、ジャイロボールは正面に来るボールの縫い目を変えることで減速率が大きく変わる。例えば上記2種をそれぞれ150km/hで投げた場合、ホームベース到達までに0.02秒、距離にして80cmの差が出る。縫い目の違い、握り方などでリリースの感覚に質的差異が生じ、手塚の調査によれば個人差はあるがツーシームジャイロはオーバースローやスリー・クォーターでは投げ損なうことがあり、サイドスローならば投げやすく失投が防げるとされている。

## 球種
投げ方や握りがスライダーに近いことや縦に落ちる変化から縦スライダーとされるのが一般的だが、減速が少ないため速球とされることもある。

## 判別方法
ジャイロボールの主要素である「螺旋回転」は肉眼での判別が難しいため、高速度カメラによる映像分析によるところが大きい。あるいは黒色や赤色にペイントを施した硬式球を利用することもある。写真等で分析する場合もあるがボールそのものの回転を確認ができないため最適ではない。判別に必要なのは、回転軸を確認できること。回転そのものを把握可能にするため、縫い目模様が写ること。ボールの進行方向を把握できるアングルでの撮影であること。これら3つの条件を満たす必要がある。

## プロ野球選手による見解
ダルビッシュ有は自身のTwitterで「ジャイロボーラーなんていない」、「ジャイロを目指しても得るものはゼロ」、「投げられたとしても全くスピードが出ない」と発言した上で、「皆が見た事あるジャイロはカットまたはスライダーの抜けただけの球」と説明した。また、この発言に対して松坂大輔も同意し「カットボールがシュート回転した」とツイートした。今浪隆博は球速もシュートと大差無い上にツーシームより変化量も少ない落ちる球種として解説しており「漫画のイメージで言うとみんな投げてるはずやねん。何でジャイロボール投げる人がいないのかって話やん。メリットがないねん」と有用性を否定している。
一方、山本浩二ら元選手は「江夏豊の球が近かった」と語っており、手塚一志、姫野龍太郎共著『魔球の正体』内では田淵幸一が手塚一志のジャイロボールの話を聞き、「あんな軌道のボールを受けたのはヤツが最初で最後だ。今の話を聞いて、お前の言うジャイロで間違いなかった」と言っている。松中信彦ら他の選手からも多数意見があり、ペドロ・バルデスは2001年9月3日にルーキーだった下手投げの渡辺俊介と対戦し頭の高さのストレートを空振り三振、そして「生まれてはじめて見る球種だ。地面スレスレの高さで飛んできたのに、スイングしたら、頭より高いボール球だった」など後に取材でジャイロボールだと発言。また、2000年の日米野球でジャイロボールを投げたと言われる川尻哲郎投手と対戦したバリー・ボンズはジャイロボールについてのDVDを見たあと、記者から「あれはジャイロボールだったか？」と尋ねられ「分からんな」と語っている。広澤克実は渡辺俊介がオールスターでジャイロ回転したボールを簡単に投げており、杉浦忠、山田久志、牧田和久など同じくアンダースロー投手はみな無意識ながらジャイロボールを投げている可能性を指摘している。
サイドスローの青柳晃洋は自分のストレートはジャイロ回転で小指から投げる感覚で手首を立てて手の平は上を向いたまま投げることを意識すると自然とジャイロ回転になると発言している。

## フィクション作品
漫画やゲームでは直線的に進む速球やホップする速球として表現されることがあるが、実際には前述の通り、直線軌道は描かない。
漫画『MAJOR』では主人公の茂野吾郎が投じるのは威力のある直球として描かれている。2015年に作者の満田拓也が週刊少年サンデーの質問コーナーで「今だから言える…! これまでついた一番大きな嘘は何ですか?」とする問いにこの球種がそうだと答えている。
科学雑誌『Newton』では西武時代の松坂大輔が投げる縦スライダーは回転軸が進行方向を向く「シャイロスピン」で、ジャイロボールが変化球の投げ損ないやそもそも存在しないとも言われることに触れて、上記の吾郎が投げる球と似ていることに言及した。